# 1833 en Italie
Chronologie de l'Italie
- 1829
- 1830
- 1831
- 1832
- 1833
- 1834
- 1835
- 1836
- 1837

## Événements
- Mai : un complot fomenté par le mouvement Jeune Italie est découvert au Piémont[1] et Charles-Albert de Sardaigne fait fusiller ou torturer les personnes compromises.

## Culture

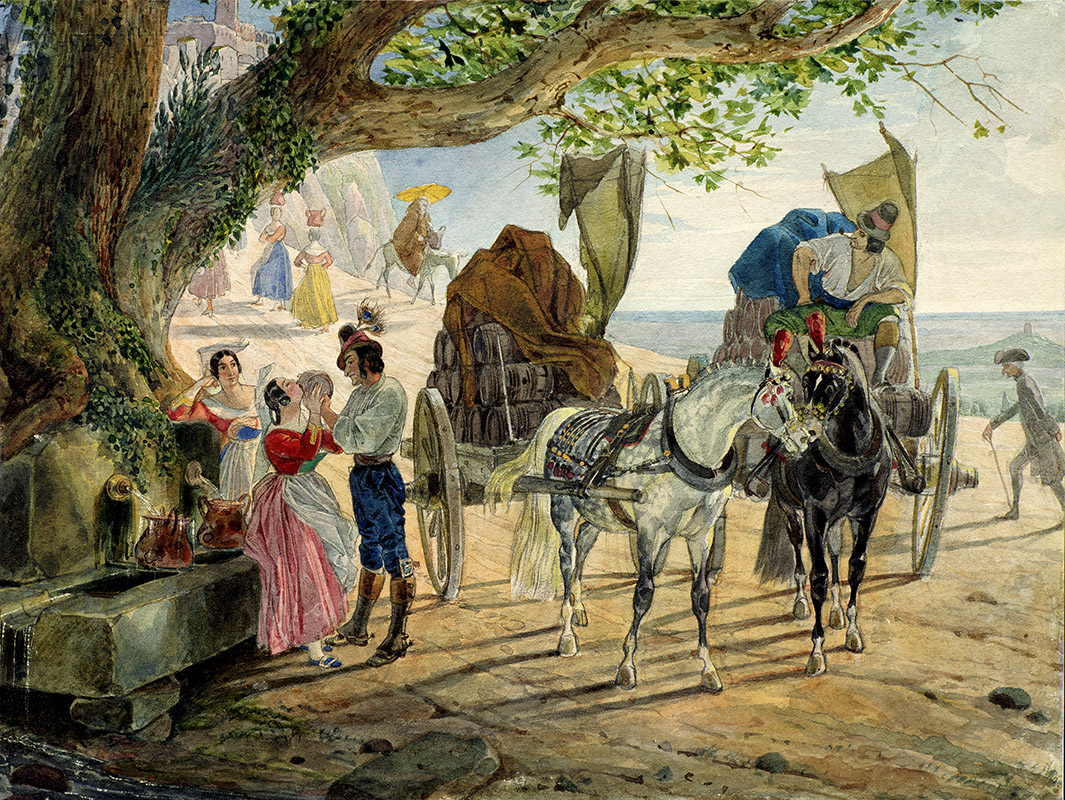
Marche à Albano, dessin de Karl Brioullov.

- L’Antologia de Vieusseux, revue qui s’est radicalisée depuis 1831, est interdite par le grand-duc de Toscane[2].

### Opéras créés en 1833
- 16 mars : Beatrice di Tenda (Béatrice de Tende), opera seria en deux actes de Vincenzo Bellini, livret de Felice Romani[3], créé à La Fenice de Venise[3].

## Naissances en 1833
- 9 janvier : Angiolo Nardi Dei, mathématicien, professeur à l'université de Pise. († 23 janvier 1913)
- 21 janvier : Edoardo Chiossone, graveur et peintre, connu pour son travail en tant que conseiller étranger au Japon au cours de l'ère Meiji. († 11 avril 1898)
- 10 février : Camillo Mazzella, prêtre jésuite, théologien, professeur à l'université grégorienne et cofondateur de la première faculté de théologie aux États-Unis, créé cardinal en 1886 par le pape Léon XIII. († 26 mars 1900)
- 15 février : Giacomo Longo, compositeur. († 1906)
- 1er mars :  Clément Marchisio, prêtre, fondateur des Filles de Saint Joseph de Rivalba, reconnu bienheureux par l'Église catholique. († 16 décembre 1903)

## Décès en 1833
- 22 juin : Andrea Vochieri, 37 ans,  avocat et patriote de l'Unité italienne. (° 15 janvier 1796)
- 22 juillet : Joseph Forlenze (Giuseppe Nicolò Leonardo Biagio Forlenza), 76 ans, médecin de la fin du XVIIIe et du début du XIXe siècle, spécialiste en ophtalmologie, qui exerça en Angleterre et en France. (° 3 février 1757)